# Anastasia Beliakova
Pour les articles homonymes, voir Beliakova.
Anastasia Evguenievna Beliakova (en russe : Анастасия Евгеньевна Белякова) est une boxeuse russe née le 1er mai 1993 à Zlatooust.

## Carrière
Elle remporte la médaille de bronze dans la catégorie des poids légers aux Jeux olympiques d'été de 2016 à Rio de Janeiro. Exempte de premier tour, Beliakova s'impose en quart de finale face à l'Américaine Mikaela Mayer. En demi-finale, elle affronte la Française Estelle Mossely et est contrainte à l'abandon peu avant la fin du premier round après s'être déboîtée le coude gauche.

## Référence
1. ↑  (fr) « Estelle Mossely, qualifiée pour la finale des -60 kg, décrochera au moins une médaille d'argent », lequipe.fr, 17 août 2016.